# كريس هوغ
كريس هوغ (بالإنجليزية: Chris Hogg)‏ (12 مارس 1985 بميدلزبرة في المملكة المتحدة - ) هو لاعب كرة قدم بريطاني في مركز قلب الدفاع. شارك مع منتخب إنجلترا تحت 17 سنة لكرة القدم ومنتخب إنجلترا تحت 18 سنة لكرة القدم ومنتخب إنجلترا تحت 19 سنة لكرة القدم. أما مع النوادي، فقد لعب مع إيبسويتش تاون ونادي إنفرنيس ونادي هيبرنيان وNeedham Market F.C. ‏ ونادي بوسطن يونايتد.

## وصلات خارجية
- كريس هوغ على موقع قاعدة بيانات كرة القدم.إي يو (الإنجليزية)
- كريس هوغ على موقع Soccerbase.com (لاعب) (الإنجليزية)
- كريس هوغ على موقع عالم كرة القدم.نت (الإنجليزية)